# بوچک (شهرستان واسک)
بوچک (به لهستانی:  Buczek) یک روستا در لهستان است که در گمینا بوچک واقع شده‌است. بوچک ۹۲٫۲ کیلومتر مربع مساحت و ۹۸۰ نفر جمعیت دارد.